# 2022年のエムポックス流行
2022年のエムポックス流行（2022ねんのエムポックスりゅうこう、英語: 2022 mpox outbreak）は、2022年に始まった欧米を中心としたエムポックスの流行（アウトブレイク/エピデミック）。
ウイルス性疾患であるエムポックスの継続的な発生が2022年5月に確認され、イギリスで発見された一連の症例から始まった。

## 概要
最初に確認された症例はナイジェリア（この病気が風土病である）への渡航歴を持つ個人で、2022年5月6日に感染確認された。エムポックスが中央アフリカと西アフリカの外に広く広がったのは初めてのことだった。5月18日以降、症例はますます多くの国と地域から報告され、主にヨーロッパだけでなく、南北アメリカ、アジア、アフリカ、オーストラリアでも報告された。7月23日現在、合計17,186件の確定症例がある。7月23日、世界保健機関（WHO）は、「国際的に懸念される公衆衛生上の緊急事態（PHEIC）」の発生を宣言し、発生の状況を世界的な健康上の緊急事態に引き上げた。
エムポックスは、発熱やその他の非特異的な症状にさらされてから1〜2週間後に現れるウイルス感染症であり、水疱を伴う発疹を引き起こす。この発疹は2週間続くことがある。現在の発生前の感染症では、既知の感染症を持つ人々の1〜3パーセントが死亡している。小児の症例は重症である可能性が高く、保健当局は特に症状のある人と密接に接触している場合、誰でもこの病気に感染する可能性があることを強調した。
WHOによると、患者の98％が男性の同性愛者である。2022年7月23日の時点で、アフリカの風土病地域外の症例の97％は、男性と性行為をする男性（MSM）のコミュニティ、特に複数のセックスパートナーを持つ男性のコミュニティで発生している。アメリカ疾病予防管理センター（CDC）の調査によると、2022年5月17日から7月22日までに米国で報告された感染者のうち、99%は男性（シスジェンダーとトランスジェンダーの両方を含む）で、その中に最近に性行為をしたという情報を提供した感染者のうち、94%は男性同士間の性的または親密な接触があった。そうしたことから、同性愛者への差別も発生した。疾病管理予防センターは、エムポックスの人口統計学的側面についてコミュニケーションする際の汚名を減らすことの重要性を強調している。
2022年7月25日、日本国内で初めての感染者が東京都で確認された（日本における2022年のエムポックス流行状況も参照）。
2023年5月11日、世界保健機関は、エムポックスの「国際的に懸念される公衆衛生上の緊急事態」を終了すると発表した。

## 背景

### 非常時対策
2021年3月、核脅威イニシアチブは、エムポックスを含む遺伝子操作されたウイルス株の放出に対する仮想的な公衆衛生反応をシミュレートするミュンヘン安全保障会議での卓上演習を主導した。
2022年7月23日、世界保健機関（WHO）は、感染した症例の数が17,000人を超えたため、エムポックスの発生を「国際的に懸念される公衆衛生上の緊急事態（PHEIC）」として宣言した。